# میرکو زانی
میرکو زانی (ایتالیایی: Mirko Zanni؛ زادهٔ ۱۶ اکتبر ۱۹۹۷) وزنه‌بردار مرد اهل ایتالیا است.
وی در مسابقات کشوری و بین‌المللی در مجموع برندهٔ ۲ مدال نقره، ۲ مدال برنز شده‌است.